# Буда (титула)
За историјску личност види Готама Буда.
Буда (пали/санскрит: buddha - будан) је звање у будизму које се даје особи која је постигла потпуну будност. Природа Буде се назива будинство.
Буда је биће које је у себи је до краја искоренило мржњу, похлепу и незнање, ослободивши се тако патње. Буда или „Будни“ је онај који види ствари какве заиста јесу и који је достигао стање бестрашћа које се назива нирвана (пали: нибана). Он је спознао истину (дарму) и поново открио пут ослобођења, који је давно пре њега био потпуно заборављен.
За будизам је карактеристично да учење које је изнео Буда не представља никакво божанско откровење, већ само препознавање природних закона по којима се одвија овај свет, онога што је одувек било, што јесте и што ће заувек бити. Он је сагледао истинску стварност, незамагљену нашим заблудама и незнањем, видео је њене унутрашње законитости. То је знање које су увек изнова откривале све претходне и које ће откривати све будуће Буде.
По будистичкој доктрини, савршено знање које Буда обзнањује временом бива изгубљено за свет, па стога мора да се сачека долазак неког новог буде, који ће га поново изложити и обзнанити. Сваки следећи буда објављује исту дарму кад се она изгуби међу људима. Према предању, постоји дуга линија Буда која се протеже у бесконачну прошлост. Последњи Буда родио се као Сидарта Гаутама у Индији и у 6. веку п. н. е. Он је само један у низу од 28 Буда према теравада будизму.

## Имена буда
Пали канон садржи књигу под насловом Будин родослов (Буда-вамса) у којој се наводе имена двадесет четири буде који су претходили Готами, укључујући и њега самог, као двадесет петог. Од њих двадесет четворице, последња седморица се помињу и у другим делима пронађеним у Пали канону. Та седморица су Випаси, Сикхи, Весабху, Какусандха, Конагамана, Касапа и Готама. Претходних осамнаесторо које помиње само Буда-вамса су: Дипанкара, Кондана, Мангала, Сумана, Ревата, Собхита, Аномадаси, Падума, Нарада, Падумутара, Сумедха, Суђата, Пијадаси, Атхадаси, Дхамадаси, Сидхатха, Тиса и Пхуса. Поред Готаме и буда који су му претходили, пали канон помиње и оне буде који ће тек доћи, после садашње будистичке ере. Имена те десеторице према Чакавата-Сиханада Сути (ДН, III, pp. 75фф.) су: Метеја, Утама, Рама, Пасенади, Косала, Абхибху, Дигхасони, Санкача, Субха, Тодеја и Налагирипалалеја. Најважнији међу њима је следећи Будин наследник, Буда који долази Метеја.
| „ | Не чинити никакво зло, уздићи се у доброти, прочистити свој дух - то је поука свих буда. | ” |

Према палијском предању буда се рађа искључиво у Ђамбупути (Индији), једном од четири велика континента у индијској космологији и то поглавито у Мађђхима-деси, тј. у „ средњој земљи“, отприлике у области у којој је будизам и доживео свој изворни историјски развој. Сваки буда не проповеда само истину (дарму) која је изгубљена за људе, већ оснива и Ред (Сангха) и не прелази у нибану док учење не буду чврсто установљено (ДН, III, pp. 122).
За појам буде везује се и појам бодисатве, што означава стање бића које претходи потпуном стању будаства. Биће које се просветлило, спознало истину и постало буда, али ту истину не објављује, назива се издвојеним или „повученим“ Будом (пали: Пачека буда; санскрит: Пратјека буда).